# Il cammino di ogni speranza/Le biciclette bianche
Il cammino di ogni speranza/Le biciclette bianche è un singolo di Caterina Caselli, pubblicato nel 1967.

## Descrizione
Il cammino di ogni speranza viene presentato al Festival di Sanremo 1967 dalla Caselli, alla sua seconda partecipazione alla manifestazione, in abbinamento a Sonny & Cher, ma non riscuote il successo sperato e viene eliminato al primo ascolto. In seguito il brano non verrà riproposto in alcuna manifestazione, tranne che nel programma Diamoci del tu, condotto proprio dalla cantante insieme a Giorgio Gaber.
Le biciclette bianche è il brano presente nel retro del disco 45 giri; firmato da Franco Monaldi per la musica e da Gino Ingrosso per il testo, la canzone è stata scritta in realtà da Francesco Guccini, non ancora iscritto alla Siae.
Il brano è ispirato alle idee dei "provos"  degli hippy europei. Il brano viene cantato dalla Caselli nel programma da lei condotto Diamoci del tu,inoltre è cantato nel film musicarello Io non protesto, io amo regia di Ferdinando Baldi
Entrambe le canzoni vennero inserite nell'album Diamoci del tu, pubblicato ad aprile dello stesso anno.

## Tracce
Lato A
1. Il cammino di ogni speranza (testo: Umberto Napolitano e Vito Pallavicini – musica: Umberto Napolitano e Valerio Vancheri.)

Lato B
1. Le biciclette bianche (testo: Gino Ingrosso – musica: Franco Monaldi)

## Classifiche
| Classifica (1967) | Posizione settimanale | Posizione annuale | Artista |
| ----------------- | --------------------- | ----------------- | ------- |
| Italia            | 14                    | 58                | Caselli |